# Final feliz (canción)
Final feliz es una canción interpretada por la cantante y actriz mexicana Danna Paola. Fue lanzada como el primer sencillo de su EP Sie7e el 4 de octubre del 2018, de ahí posteriormente se lanzó a plataformas digitales.
La canción también fue introducida en el soundtrack para la serie de televisión española Élite (2018) y en su álbum de estudio Sie7e +.

## Lista de canciones

### Descarga digital[5]
- 'Final feliz' - 3:04

## Posicionamiento en listas
| Lista (2021)                                 | Mejor posición |
| -------------------------------------------- | -------------- |
| México (Monitor Latino)                      | 8              |
| México (Spotify Charts)                      | 14             |
| Estados Unidos Latin Pop Airplay (Billboard) | 20             |

## Certificaciones
| País   | Organismo certificador | Certificación | Ventas certificadas | Ref.  |
| ------ | ---------------------- | ------------- | ------------------- | ----- |
| México | AMPROFON               | Oro (Latin)   | 10 000              | [ 8 ] |

## Historial de lanzamiento
| Región | Fecha                | Formato                     | Discográfica                            | Ref.  |
| ------ | -------------------- | --------------------------- | --------------------------------------- | ----- |
| Varios | 4 de octubre de 2018 | Descarga digital, Streaming | Universal Music, Universal Music México | [ 9 ] |